# Säckpipa

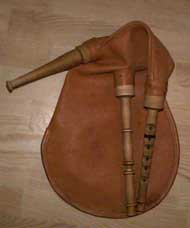
Modelo tradicional de säckpipa, feito por Leif Eriksson.

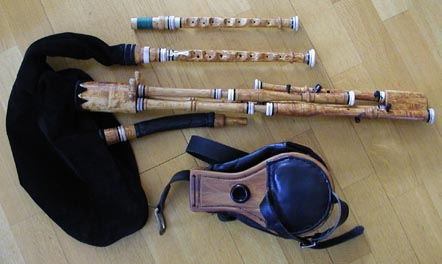
Modelo moderno de säckpipa, feito por Alban Faust. Cantadeiras em A e G, três bordões e um fole.

Säckpipa é uma gaita-de-fole típica da Suécia, praticamente extinta em meados do século XX. Em inícios de 1980, iniciou-se um grande esforço para sua reabilitação, chegando hoje a uma versão de säckpipa baseada em exemplares encontrados na região de Dalarna, onde o instrumento perdurou por mais tempo. A tradição musical da säckpipa é relativamente desconhecida à maior parte dos suecos. Pinturas sacras medievais encontradas em igrejas ao longo da península sueca sugerem que a gaita-de-fole era lá um instrumento popular desde fins do século XIV, apesar de que os intrumentos ali figurados sejam necessariamente a säckpipa que ora conhecemos, quando não foram criações imaginativas dos artistas da época. Säckpipa quer dizer em sueco, literalmente, gaita-de-fole, e pode ser usado por falantes para designar qualquer modelo do gênero.

## Ressurgimento

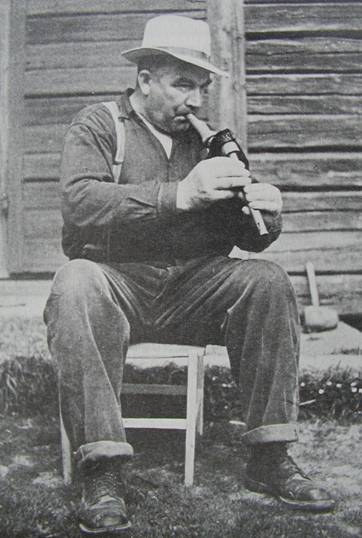
Gudmunds Nils Larsson (1892–1949) från Järna.

Em fins de 1930, o etnologista Mats Rehnberg encontrou algumas gaitas-de-fole nas coleções do Museu Nórdico, e desenvolveu uma tese a respeito. Rehnberg conseguiu encontrar aquele que provavelmente foi o último gaiteiro sueco tradicional, Gudmunds Nils Larsson, no vilarejo de Dala-Järna. Rehnberg visitou Larsson acompanhado dum professor de música, Ture Gudmundsson, com o qual conseguiu coletar informações suficientes para construir um exemplar tocável. Gravou também duas músicas para a radiotransmissora pública Sveriges Radio. Durante as décadas seguintes alguns instrumentos foram construídos, mas a popularização da säckpipa só veio quando Per Gudmundson, um conhecido músico folk, adotou em seus projetos uma gaita-de-fole desenvolvida por Leif Eriksson. A gaita de Ericksson era um meio-termo dos dez exemplares encontrados no Museu Nórdico, com algumas melhorias de forma a adequar o instrumento a soar em conjunto, especialmente com o fiddle.
Hoje, há alguns grupos suecos de música folk que incluem a säckpipa em seu repertório. Entre esses, destacam-se: Hedningarna, Svanevit, Dråm, além de músicos como Erik Ask-Upmark e Anna Rynefors. O título riksspelman, concedido a quem executar músicas suecas tradicionais perante um juiz, pode hoje em dia ser adquirido também por quem toque säckpipa.

## Morfologia
O odre é notadamente pequeno, o que não é problema, haja vista que a gaita requer pouco ar. A cantadeira é cilíndrica e tem um palhão, capaz de alcançar uma oitava. É essencialmente diatônica, pois não se obtém eficazmente meio-tons.
Algumas variações comuns em relação ao modelo tradicional:
- Um buraco duplo no dó (C), para que se obtenha a nota natural se fechado o menor ou o dó sustenido (C#) se ambos abertos. Isso faz com que a escala em lá (A) seja preferível.
- O buraco de afinação, geralmente feito na parte anterior da cantadeira para que se afine a nota tonal, pode ser feito na parte posterior, e utilizando como um buraco de nota adicional, capaz de emitir um ré menor (D).
- Uma chave pode ser acoplada para se utilizar um buraco adicional acima dos sete posteriores tradicionais, de forma a se atingir um fá alto sustenido (F#).

O fato da cantadeira cilíndrica e seu palhão serem quase incapazes de produzir meio-tons, e o bordão ser afinado na mesma oitava da nota tonal, torna possível criar a sensação de silêncio ao emitir tal nota na cantadeira, gerando a sensação de staccato.
O bordão, que tradicionalmente é apenas um, costuma apresentar dois furos em sua seção superior, permitindo ao gaiteiro tocar até três tons diferentes com a mão direita para além da nota pedal.